# ジェームズ・カー＝ボイル (第5代グラスゴー伯爵)
第5代グラスゴー伯爵ジェームズ・カー＝ボイル（英語: James Carr-Boyle, 5th Earl of Glasgow、1792年4月10日 – 1869年3月11日）は、イギリスの政治家、スコットランド貴族。1839年から1843年まで庶民院議員を務めた。1818年から1843年までケルバーン子爵の儀礼称号を使用した。

## 生涯
第4代グラスゴー伯爵ジョージ・ボイルと1人目の妻オーガスタ（Augusta、旧姓ヘイ（Hay）、1766年4月25日 – 1822年7月23日、第15代エロル伯爵ジェイムズ・ヘイの娘）の次男（長男ジョンは1789年に生まれ、1818年に死去）として、1792年4月10日に生まれ、セント・メリルボーン教区教会で洗礼を受けた。
1807年5月17日に二等志願兵（Second Class Volunteer）としてイギリス海軍に入隊、フリゲートのアルクミーニーに配属された。その後、士官候補生（Midshipman）として1812年12月までフリゲートのベル・ポールや3等艦ペンブルックなどに配属され、1810年から1811年までの短期間に監獄船ガニミードとフリゲートのホットスパーに配属されたこともあった。ベル・ポールの配属中にケルキラ島駐留軍の救援やザキントス島、ケファロニア島、レフカダ島の占領に関わった。続いて大尉代行（Acting-Lieutenant）として1等艦ロイヤル・ソブリンに配属され、1814年1月8日付で正式に大尉に昇進した。同年3月27日に1等艦バーフラー（トゥーロン沖に駐留）に、1815年5月13日にスクーナーのファルマス（フランス沖に駐留）に、1815年9月18日にフリゲートのタイバー（ニューファンドランド艦隊の1隻）に転じ、1816年9月13日に帰国のためにスループのハザードに配属されたのち、1818年7月11日にスループのフェイバリット（セントヘレナ沖に駐留）に転じた。1830年に半給になり、1856年11月7日に正式に退役した。
1822年7月23日に母が死去すると、母が母方の実家から継承していたノーサンバーランドにおけるイータルの領地を継承、1823年8月2日に国王の認可状を受けて母方の祖母の旧姓「カー」（Carr）を姓に加えた。
1839年5月1日、エアシャー選挙区の補欠選挙で保守党候補として1,758票を得て当選、1841年イギリス総選挙では無投票で再選した。1843年7月6日に父が死去すると、グラスゴー伯爵位を継承した。1844年10月19日から1869年に死去するまでレンフルーシャー統監を務めた。貴族院では1846年に穀物法廃止に賛成票を投じた。
1869年3月11日にホークヘッドで死去、19日にレンフルーで埋葬された。爵位は異母弟ジョージ・フレデリックが、イータルの領地は同母妹オーガスタ（1801年 – 1876年）が継承した。

## 競馬
馬主であり、多くの競走馬を所有したが、馬に名前を付けたがらず、馬に名前を付けるほどの価値があることを証明すべきだと主張した。このような性格のグラスゴー伯爵を揶揄したアネクドートとして「とある夜、馬に洗礼名をつけさせられた伯爵は3頭にそれぞれ『ナマエヲツケテ』『ナマエガナイ』『ナノルカチガナイ』と名付けた」（One evening he was induced to christen three, and the following were the names under which they ran: "Give-Him-a-Name," "He-Hasn't-Got-a-Name," "He-Isn't-Worth-a-Name."）がある。

## 家族
1821年8月4日、ジョージアナ・アン・ヘイ＝マッケンジー（Georgiana Anne Hay-Mackenzie、1796年ごろ – 1895年3月14日、エドワード・ヘイ＝マッケンジーの娘）と結婚したが、2人の間に子供はいなかった。